# Purohita maculata
Purohita maculata är en insektsart som beskrevs av Frederick Arthur Godfrey Muir 1916. Purohita maculata ingår i släktet Purohita och familjen sporrstritar. Inga underarter finns listade i Catalogue of Life.